# 博爾納·索薩
博爾納·索薩（1998年1月21日—）是一位克羅地亞足球運動員。在場上的位置是左後衛。現效力於英超球隊水晶宫。克羅地亞國家足球隊成員。

## 榮譽
札格瑞布迪納摩
- 克羅埃西亞足球聯賽冠軍：2015–16, 2017–18
- 克羅地亞盃冠軍：2015–16, 2017–18

水晶宮
- 英格蘭社區盾冠軍：2025[2]

克羅地亞
- 國際足協世界盃季軍：2022
- 歐國聯亞軍：2022–23

## 外部連結
- Soccerway資料庫：博爾納·索薩